# Pendule adiabatique
Un pendule adiabatique est un pendule dont la trajectoire est décrite par l'équation différentielle :

## Adiabatisme
Lorsque la pulsation {\displaystyle \omega } varie lentement, on envisage une adiabatisme mécanique. L'analyse WKB (Gregor Wentzel - Hendrik Anthony Kramers - Léon Brillouin) montre bien qu'il existe un invariant adiabatique :
c’est-à-dire {\displaystyle l(t)^{3}\theta (t)^{4}={\text{cste}}}

## Haute fréquence
L'analyse WKB convient particulièrement quand la pulsation devient très élevée (c-à-d quand {\displaystyle l(t)} tend vers zéro ou {\displaystyle g(t)} tend vers l'infini, dans l'analyse pendulaire).
Alors la solution approchée est :
où {\displaystyle S(t)} est la phase approchée, c’est-à-dire l'eikonale, primitive de la pulsation. Et les coefficients {\displaystyle A} et {\displaystyle B} sont ajustés au mieux avec les conditions initiales.